# 琿春南駅
琿春南駅とは、中華人民共和国吉林省延辺朝鮮族自治州琿春市にある鉄道駅である。

## 概要
図琿線の起点である図們駅から66kmの地点にある。1997年に「琿春駅」として開業したが、2010年11月1日に「琿春南駅」に改称された。なお、2015年には吉琿旅客専用線に琿春駅が開業したので混同しないように注意が必要である。
広軌用の旅客列車ホーム1線、標準軌用の貨物列車発着線が3線存在し、有効長は650mである。広軌用の貨物列車発着線兼操車線が3線、有効長は800m。広軌と標準軌の変換線が各1線、有効長は410mと355mである。標準軌用の貨物線が4線、広軌用の貨物線が2線、広軌機関車の検査線が1線、工務線が1線、安全側線が1線である。DF4B型機関車が配備されている。